# Funktionshinderforskning
Funktionshinderforskning är ett tvärvetenskapligt och mångvetenskapligt forskningsfält som behandlar olika dimensioner av funktionshinder och funktionsnedsättning eller med ett gammalt ord, handikapp. Funktionshinderforskning kallas även forskning om funktionshinder och hämtar kunskap från ett flertal områden, såväl medicinsk vetenskap och teknik som beteendevetenskap och kulturvetenskap. Enheter för funktionshinderforskning finns bland annat på universiteten i Uppsala, Umeå, Malmö, Örebro och Linköping.

## Historik
1965 års handikapputredning var ett viktigt initiativ för att bygga upp mer kunskap om handikappades möjligheter och begränsningar. Den kom att ge ut ett antal utredningar som kartlade situationen för personer som lever med funktionsnedsättningar och kom med många nydanande förslag till förbättringar. Utredningen bidrog till att Sveriges första professur i handikappvetenskap inrättades vid Göteborgs universitet 1970. Förste innehavare var Sven-Olof Brattgård..

### Begrepp
Sedan år 2007 avråder Socialstyrelsen från att använda ordet handikapp eftersom det anses ha en negativ laddning. Istället rekommenderas funktionsnedsättning eller funktionshinder.
Forskningsfältet funktionshinderforskning betecknades tidigare handikappvetenskap eller handikappforskning.